# Incunabula (jeu vidéo)
Incunabula est un jeu vidéo de stratégie au tour par tour créé par Steve Estvanik et publié par Avalon Hill en 1985 sur IBM PC.

## Système de jeu
Incunabula est un jeu vidéo de stratégie au tour par tour qui simule l’ascension d’une ancienne civilisation, dans la lignée du jeu de plateau Civilization d’Avalon Hill. Comme dans ce dernier, les joueurs dirigent au départ une petite tribu et ont pour objectif d’en accroitre l’influence et la complexité sociale, jusqu’à fonder un empire. Pour cela, les joueurs doivent faire du commerce, nouer des relations diplomatiques et mener des guerres contre leurs concurrents. Les tribus progressent par étapes déterminées par le commerce et le nombre de cités sous leur contrôle. Dans le jeu, le commerce est en effet ce qui permet à une tribu d’acquérir les connaissances nécessaires à la fondation d’un empire, comme le travail du métal, la navigation, la musique ou la philosophie. Les connaissances nécessaires varient d’une tribu à l’autre suivant son orientation politique. Quatre orientations sont en effet disponibles dans le jeu, de la théocratie à l’anarchie. Les premiers ont ainsi besoin de nombreuses connaissances pour atteindre leur but, connaissances qui culminent avec la maitrise de la théologie et de la philosophie. Les seconds ne peuvent au contraire acquérir que peu de connaissances en dehors de leurs qualités intrinsèques que sont le viol, le pillage et la destruction.